# Vorbilder für Fabrikanten und Handwerker

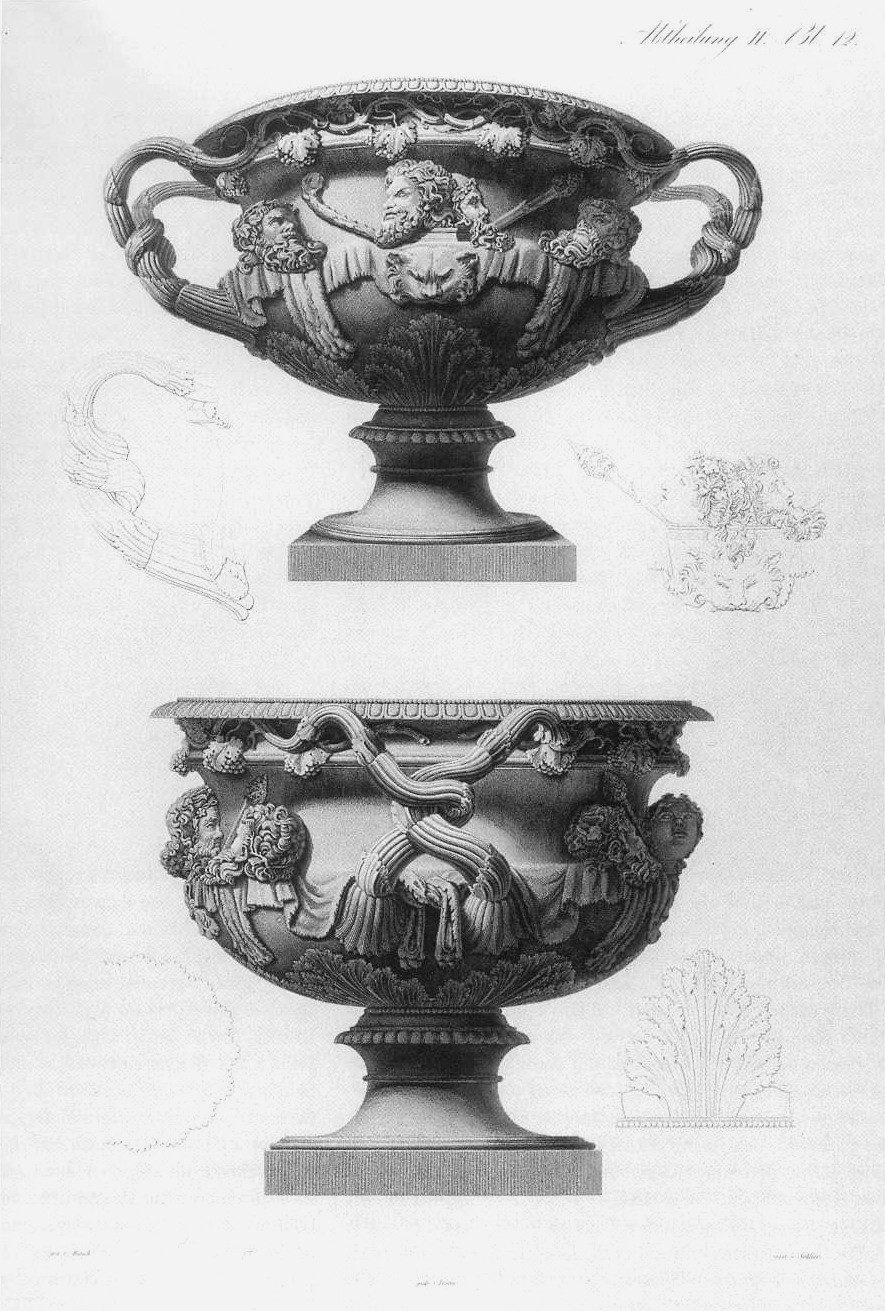
Die sog. Warwick-Vase in „Vorbilder für Fabrikanten und Handwerker“.

Die Musterbücher „Vorbilder für Fabrikanten und Handwerker“ erschienen zwischen 1821 und 1837 in Berlin. Diese umfangreiche Sammlung von Abbildungen vorwiegend antiker Formen und Muster war nach dem Willen ihrer Initiatoren dazu bestimmt, als ästhetische Orientierungshilfe für Gewerbeschulen und Produzenten die beginnende Industrialisierung Preußens zu unterstützen. Als Vorreiter und Vorlagengeber für diese Werke ist Aloys Hirt zu nennen, der das Buch Die Baukunst nach den Grundsätzen der Alten (Tafeln): Fünfzig Kupfertafeln zu der Baukunst nach den Grundsätzen der Alten — Berlin, 1809 verfasste.

## Die Voraussetzungen
Zu Anfang des 19. Jahrhunderts war Preußen ein technisch-wirtschaftlich um Jahrzehnte rückständiges Land, verglichen etwa mit der Situation in England. Ein protektionistisches Wirtschaftssystem von Importzöllen und Exportförderung beschützte die Produzenten, bremste aber auch ihre Eigeninitiative. Dazu kamen die Wirren der napoleonischen Kriege und eine nahezu noch mittelalterliche Organisation in Zünften. Die so genannten Stein-Hardenbergschen Reformen lieferten dann den gesetzlichen Rahmen für eine neue Entwicklung. Leibeigenschaft und Zunftzwang fielen weg (1807 bzw. 1810), ebenso die traditionellen Schutzzölle und Importverbote (1818). Zusätzliche staatliche Hilfsmaßnahmen sollten den Übergang zur Industriegesellschaft erleichtern. Der hohe Ministerialbeamte Christian Peter Wilhelm Beuth gründete den „Verein zur Beförderung des Gewerbefleißes in Preußen“, modernisierte und intensivierte die gewerbliche Ausbildung, ließ Maschinen und technische Kenntnisse importieren. In diesem Zusammenhang gab er als Leiter der Technischen Deputation für Gewerbe gemeinsam mit seinem langjährigen Freund, dem Maler und Architekten Karl Friedrich Schinkel, die „Vorbilder für Fabrikanten und Handwerker“ heraus.

## Das Werk

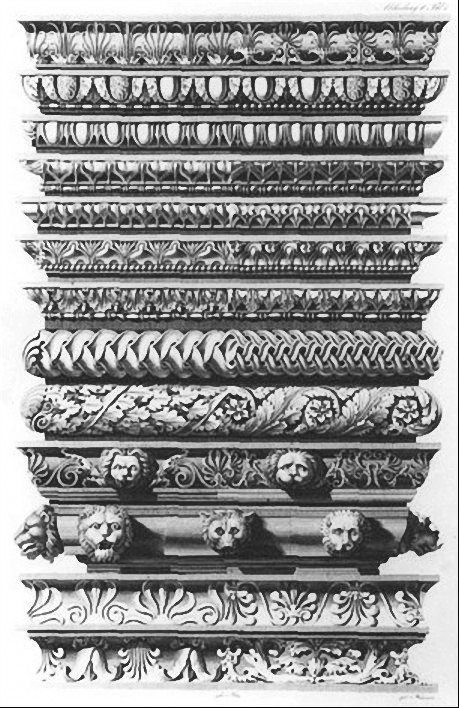
Bildtafel 1 der „Vorbilder…“

Beuth und Schinkel wollten durch diese Abbildungen „einen Einfluss auf die Ausbildung des Geschmacks“ der Hersteller von Gütern aller Art ausüben und sie in die Lage versetzen, ästhetisch hochwertige und international konkurrenzfähige Produkte industriell zu erzeugen. Durch neuere Techniken wie Eisenkunstguss, Zinkguss und die Terrakottenfabrikation waren preiswerte Nachahmungen in großer Zahl gerade erst möglich geworden. Beuth und Schinkel begrüßten diese Entwicklung, da „durch eine leichte, treue Vervielfältigung des Kunstwerks dessen allgemeine Verbreitung unter allen Klassen möglich wird; wenn dessen Kenntnis nicht mehr bloß in Museen, in unzugänglichen Privatsammlungen erworben werden darf, dann darf man hoffen, dass von der so ausgestreuten Saat hin und wieder ein Korn aufgehen und Früchte tragen werde“. Allerdings beabsichtigten die Herausgeber durchaus nicht, mit ihren Vorlagen die Phantasie und Kreativität der Benutzer zu entwickeln: „Der Fabrikant und Handwerker aber soll, wir wiederholen es, sich nicht verleiten lassen, selbst zu komponieren, sondern fleißig, treu und mit Geschmack nachahmen“.
Im Einklang mit der künstlerischen Hauptströmung der Zeit – dem Klassizismus – empfahlen Beuth und Schinkel, Muster des klassischen Altertums auf Gebrauchsgegenstände aller Art und Größe anzuwenden, vom kunstgewerblichen Objekt bis zur Dampfmaschine. In zwei Bänden erschienen zwischen 1821 und 1837 insgesamt 151 großformatige Kupferstiche. Das Gesamtwerk war in drei Abteilungen gegliedert; die umfangreichste erste enthält „Architektonische und andere Verzierungen“, die zweite „Geräthe, Gefässe und kleinere Monumente“, beide beziehen sich auf Kunstbeispiele der Antike – auf Architekturformen wie Kapitelle und Friese, auf Keramikgefäße und bronzene Geräte. Am wenigsten an der Antike orientiert war die dritte Abteilung, „Vorbilder für die Verzierung von Zeugen und für die Würkerei (Wirkerei) insbesondere“, also für Textilien aller Art; hier waren viele Anregungen dem islamischen Orient entlehnt. Ein separater Textband enthielt einen einführenden Text zu jeder Abteilung und einen Kommentar zu jeder Tafel. Im Vorwort schrieb Beuth: „Wer die tüchtigste und zugleich die schönste Ware liefert, darf auf sicheren, bleibenden Absatz rechnen…“.
In einem Kunstkatalog von 1850 werden die Mitarbeiter an den „Vorbildern…“ genannt: „Dies vortrefflich ausgeführte … Werk, davon jedes Blatt den K(öniglich) Preuss(ischen) Stempel trägt, ist nach Zeichnungen von Schinkel, Mauch, Ruhl, Pretre u. A. gestochen von Caspar, Anderloni, Sellier, Ruscheweyh, H. Moses, Funcke, Lowry u. a. berühmten Stechern“. – Johann Wolfgang von Goethe lobte die „Vorbilder…“ wegen ihrer „vorzüglichen Reinheit und Zierlichkeit“ und wegen der Sauberkeit des Druckes. Das Werk hatte für längere Zeit großen Einfluss auf die Produktgestaltung preußischer Hersteller, bis in die 1860er Jahre wurde es wiederholt neu aufgelegt. Inzwischen orientierte man sich aber immer weniger an den antiken Formen des Klassizismus, sondern ahmte häufig romanische und gotische Vorbilder nach. Gegen Ende des 19. Jahrhunderts entstanden dann Tendenzen, bei denen nicht mehr die Nachahmung, sondern die Entwicklung eigenständiger ästhetischer Prinzipien im Vordergrund stand (Arts and Crafts Movement, Jugendstil).
In Anlehnung an den berühmten Titel veröffentlichte Alexander von Minutoli in Liegnitz, ein ehemaliger Schüler der Berliner Bauakademie, ab 1854/1855 bis 1868 Papierabzüge von Photographien seiner Sammlung als Vorbilder für Handwerker und Fabrikanten.

## Weblink
Textband 1. Teil 1821–1830 und 2. Teil 1837 in der Google-Buchsuche